# Sengamines
La Sengamines était une société minière de diamant du Congo-Kinshasa créé durant l’administration de Laurent-Désiré Kabila. Celle-ci a repris 45 % des propriétés de la MIBA et n’était pas soumises aux impôts.